# Lodewijk Antoon Jansen
Lodewijk Antoon Jansen SMM (* 19. November 1919 in Loenhout, Belgien; † 20. April 1988) war ein belgischer Ordensgeistlicher und römisch-katholischer Bischof von Isangi.

## Leben
Lodewijk Antoon Jansen trat der Ordensgemeinschaft der Montfortaner bei und empfing am 19. März 1945 das Sakrament der Priesterweihe. Am 10. Januar 1952 bestellte ihn Papst Pius XII. zum ersten Apostolischen Präfekten von Isangi.
Am 2. Juli 1962 wurde Lodewijk Antoon Jansen infolge der Erhebung der Apostolischen Präfektur Isangi zum Bistum erster Bischof von Isangi. Der Bischof von Antwerpen, Jules Victor Daem, spendete ihm am 9. September desselben Jahres die Bischofsweihe; Mitkonsekratoren waren der Bischof von Lisala, François Van den Berghe CICM, und der Bischof von Niangara, François-Odon De Wilde OP.
Jansen nahm an der ersten, zweiten und vierten Sitzungsperiode des Zweiten Vatikanischen Konzils teil.